# Малиновська Лариса Петрівна
Лари́са Петрі́вна Малино́вська — кандидат біологічних наук, лауреат Державної премії України в галузі науки і техніки (2001).

## З життєпису
Станом на 2001 рік — кандидат біологічних наук, науковий співробітник Інституту мікробіології і вірусології імені Д. К. Заболотного НАН України.
Лауреат Державної премії України в галузі науки і техніки 2001 року — за цикл робіт «Теорія і практика створення антисигнатурних олігодезоксирибонуклеотидів як універсальних антимікробних засобів»; співавтори Алексєєва Інна Володимирівна, Дубей Ігор Ярославович, Єгоров Олег Володимирович, Макітрук Василь Лукич, Панченко Лариса Петрівна, Серебряний Саул Бенціонович, Скрипаль Іван Гаврилович, Федоряк Дмитро Михайлович, Шаламай Анатолій Севастянович.